# ウィリアム・パーカー
ウィリアム・ヘンリー・パーカー(英語: William Henry Parker, 1847年5月5日 - 1908年6月26日)は、アメリカ合衆国の弁護士、政治家。所属政党は共和党。
コロラド州連邦検事補、サウスダコタ州下院議員、ローレンス郡検事を歴任したほか、サウスダコタ州の政治家として連邦下院議員を1期務めたが、任期途中に亡くなった。

## 経歴・人物
1847年5月5日、パーカーはニューハンプシャー州キーンで生まれた。アメリカ南北戦争で北軍として参加し、ニューハンプシャー第2歩兵連隊、ニューハンプシャー第14歩兵連隊、退役軍人予備隊第6連隊で従軍した。戦後、パーカーはコロンビアン・カレッジ（現ジョージ・ワシントン大学）のロースクールに入学し、1868年に卒業した。その後、弁護士として活躍し、1874年にはコロラド準州の連邦内国歳入徴収官に任命された。1876年には、コロラド州連邦検事補に任命された。1877年夏にダコタ準州デッドウッドに移り、引き続き弁護士として活動した。サウスダコタ州設立の際には、州憲法制定議会の議員に選出され、1889年にはサウスダコタ州下院議員を務め、1903年から1907年までローレンス郡検事を務めた。
1906年、連邦下院議員選挙に出馬して当選を果たしたが、任期途中の1908年6月26日にデッドウッドで死去。アーリントン国立墓地に埋葬された。

## 家族
孫 - ウィリアム・H・パーカー：1927年から1966年までロサンゼルス市警の署長を務め、市警本部のパーカーセンターは彼に因んで名付けられた。また、『スタートリック』に登場するキャラクタースポックのモデルにもなった。